# Pinchus Krémègne
Pinchus Krémègne ou Pinkus Krémègne (hébreu : פנחס קרמין, russe : Пинхус Кремень), né le 28 juillet 1890 à Zaloudock (en) près de Lida (alors en Empire russe, actuellement en Biélorussie), et mort le 5 avril 1981 à Céret (Pyrénées-Orientales), est un peintre et lithographe français d'origine lituanienne, rattaché à la première École de Paris.

## Biographie
Pinchus Krémègne est le fils de Mevka Jankel et Mirke Krémègne, dernier des neuf enfants d'une famille juive, modeste mais d'une relative aisance grâce à l'activité du père, artisan fabriquant et vendant des petits objets artistiques inspirés du folklore slave. Ses frères participent à des réunions clandestines anti-tsaristes auxquelles Pinchus Krémègne les accompagne parfois ; ils émigreront aux États-Unis.
En 1909, malgré l'aniconisme prôné par la religion juive (son père, en raison de sa profession, n'entrave en rien sa vocation artistique et va lui allouer une pension mensuelle), il entre à l'Académie des arts de Vilnius pour y étudier la sculpture. Krémègne y fait la connaissance de Chaïm Soutine, de trois ans son aîné, et Michel Kikoine. Les conversations du trio tournent autour de Paris où de nombreux artistes, venus de tous horizons, créent un art totalement nouveau. Voyant là l’occasion de s’émanciper, Krémègne part le premier pour Paris, en 1912 : « les autorités russes refusant systématiquement les passeports aux juifs pour freiner leur exode aux États-Unis, restitue Jean-Pierre Crespelle, il passe la frontière germano-russe en fraude avec un groupe de fugitifs, en payant un passeur ». Il est bientôt suivi par Kikoïne. Soutine les rejoint peu après.

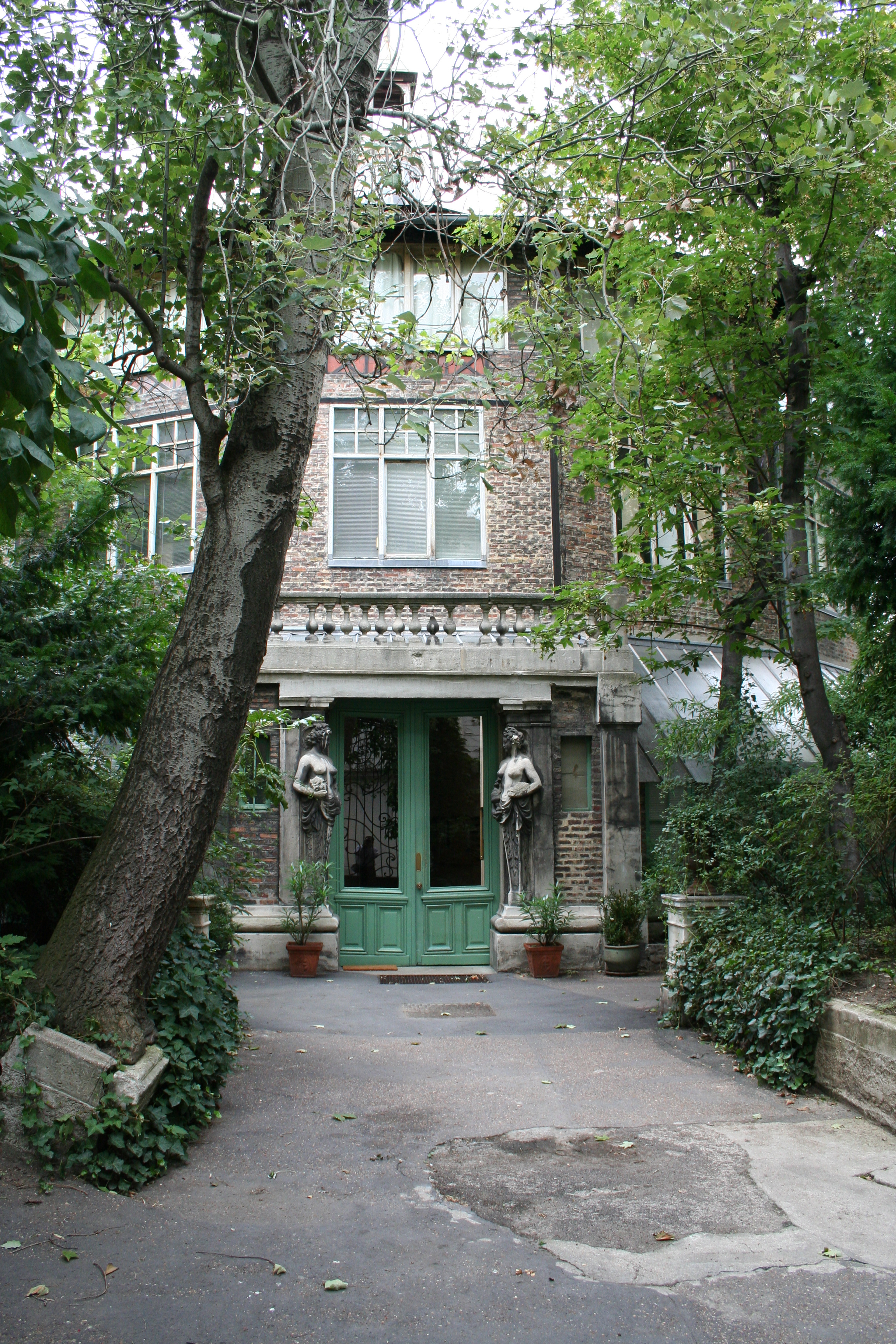
Montparnasse, La Ruche.

Arrivés à Paris, tous trois s'installent dans les ateliers de la Ruche, dans le 15e arrondissement. L'équipement de cette cité d'artiste est sommaire : pas d'eau, pas de gaz, pas d'électricité, mais la plupart de ceux que des critiques appellent bientôt l'École de Paris y travaillent, comme Marc Chagall, Fernand Léger, Chaim Jacob Lipchitz ou Ossip Zadkine. Krémègne participe à la vie de Montparnasse et fait la connaissance d'Amedeo Modigliani, qui réalise son portrait, Le Peintre Krémègne, aujourd'hui conservé au musée des beaux-arts de Berne. Il rencontre aussi André Derain, et bien d'autres. Sculpteur encore, en 1912, la peinture n'est alors pour Krémègne qu'une simple distraction dont il va en deux ou trois années faire sa vocation exclusive, abandonnant sa discipline initiale : si, en 1914, il débute au Salon des indépendants, en même temps que Roger Bissière, Sonia Delaunay, Michel Kikoine, Casimir Malevitch, Amédée Ozenfant, Jean Pougny et Jacques Villon, en présentant trois sculptures, il semble s'intéresser au rayonnisme, synthèse du cubisme, du futurisme et de l'orphisme ainsi qu'au fauvisme un peu tardivement.
Krémègne étant resté à Paris pendant la Première Guerre mondiale, quelques marchands s'intéressent à son travail : c'est le cas des galeristes Georges Chéron, Paul Guillaume et Léopold Zborowski.

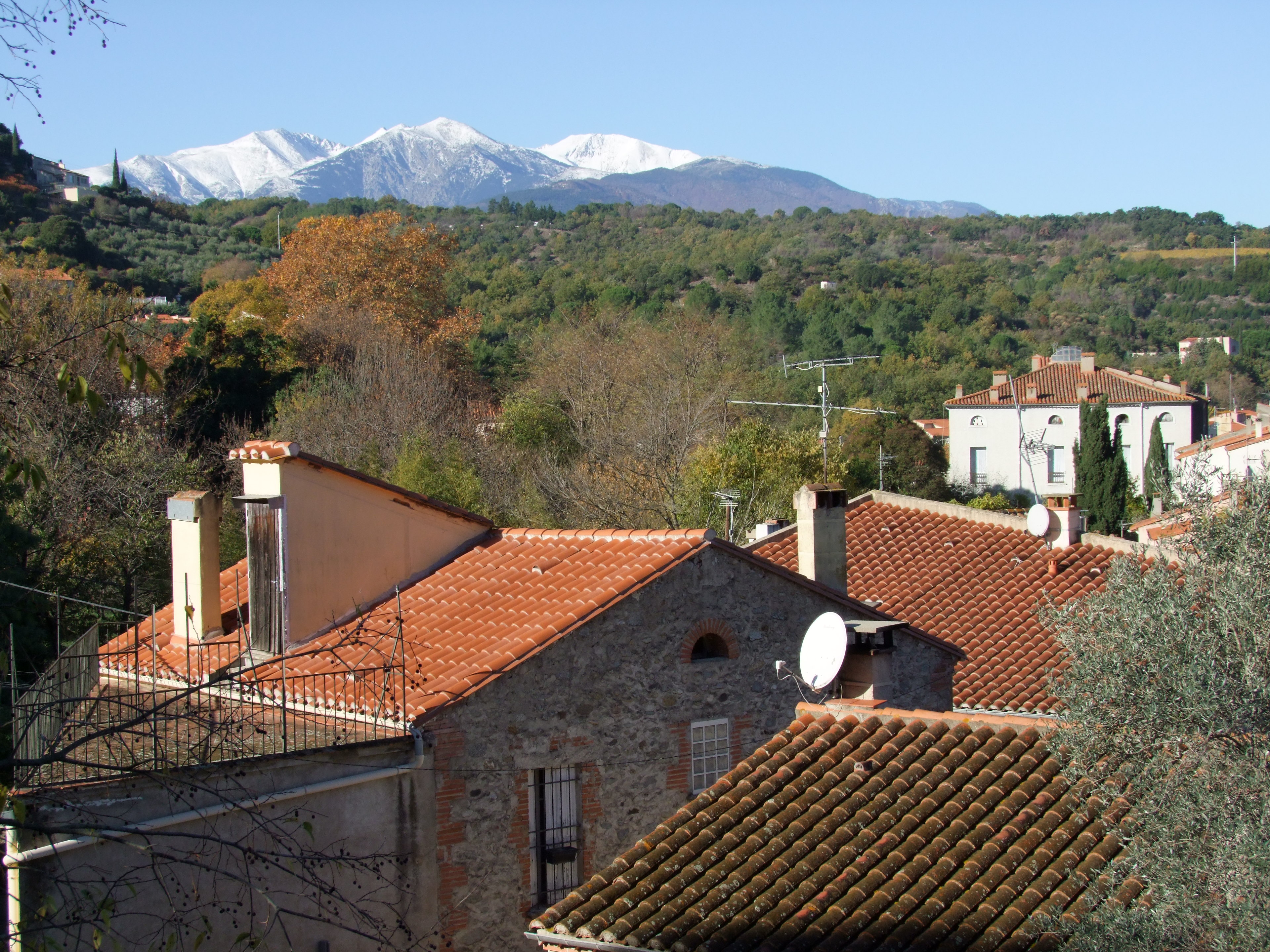
Dès sa venue à Céret, Le peintre P. Krémègne s'installa dans cette maison, en bas du Castellas.

En 1918, il effectue son premier séjour à Céret à l'instigation du peintre Pierre Brune, rencontré à Paris. Krémègne y retrouve Soutine envoyé par Léopold Zborowski.
De 1918 à 1920, il peint une série des nus rouges. En 1923, il rencontre à Montparnasse Birgit Strömbäck, gouvernante suédoise de la famille Nobel, qu'il épouse, avec pour témoin majeur le peintre Henri-Georges Cheval. Le contrat qu'il signe avec Paul Guillaume lui donne une certaine aisance, et il peut quitter la Ruche. Le succès et leurs tempéraments différents éloignent Soutine et Krémègne. Il fait un voyage en Corse. En 1924 naît son fils Fred Kremen. Maurice Loutreuil, avec lequel il travaille régulièrement, meurt en 1925. Krémègne fréquente le groupe du Pré-Saint-Gervais avec Béatrice Appia, Eugène Dabit, Georges-André Klein et Christian Caillard. Il séjourne à Cagnes de 1926-1929. Il voyage en Suède en 1927 et en Périgord en 1929.
Après les années de succès, la période des années 1930 est difficile pour Krémègne. En 1937, il séjourne en Bourgogne puis, en 1938, dans le Cher. En 1939, sa femme et son fils partent pour la Suède. Krémègne reste en France et, après la défaite de juin 1940, prend part à l'exode, jusqu'en Corrèze, à Turenne ; il y reste jusqu'à la fin de la guerre comme travailleur agricole.

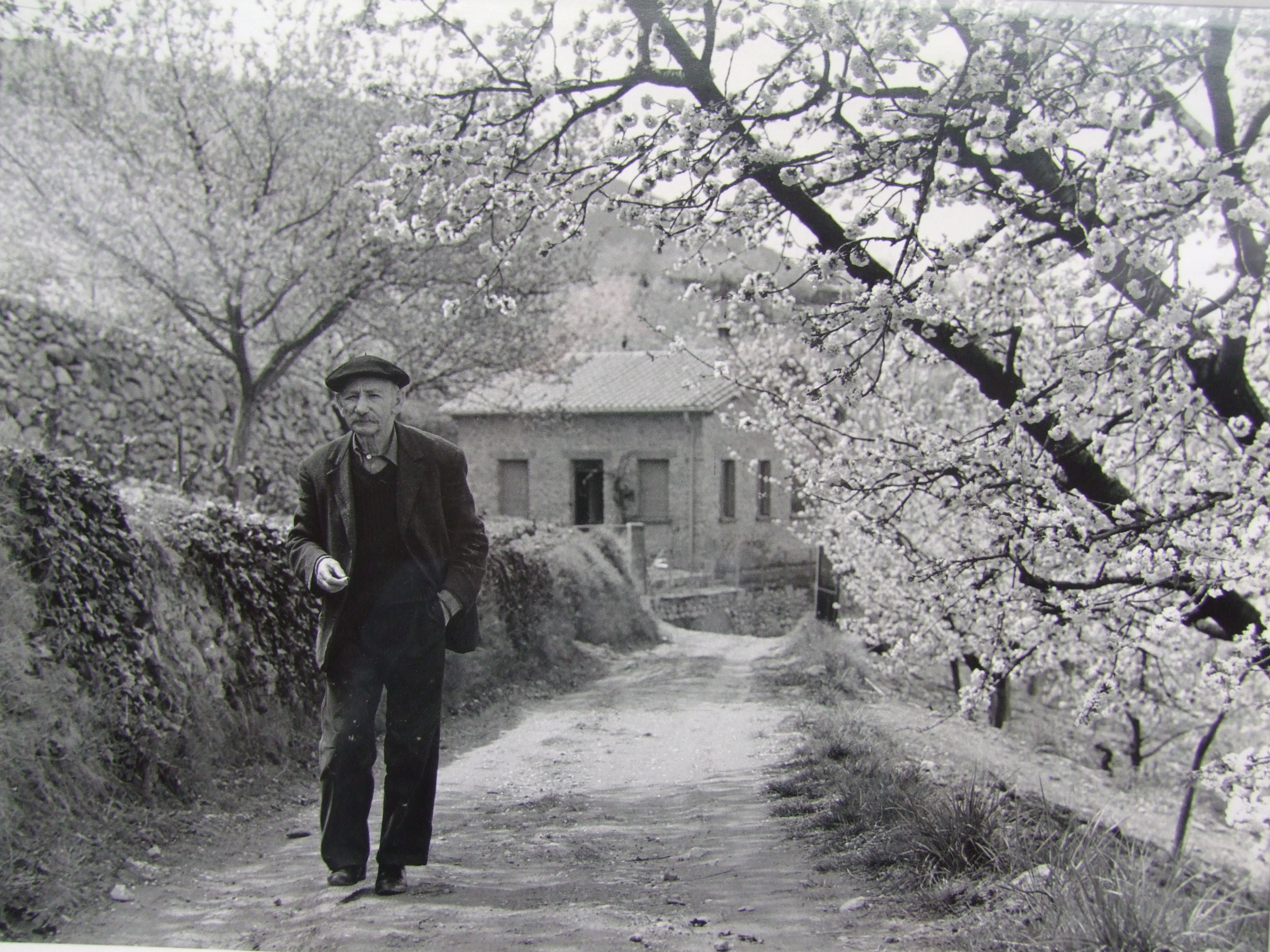
Pinchus Krémègne non loin de sa maison-atelier en arrière plan, au printemps 1963.

En 1945, il retrouve son atelier et ses toiles à Paris. Il achète un terrain à Céret et se sépare de sa femme. À partir de 1949 il effectue plusieurs séjours en Israël et, en 1960, il fait construire sa maison-atelier à Céret, près de l'ancien couvent des Capucins,. En 1966, il s'installe à Paris, rue Liard, près du parc Montsouris. Jusqu'en 1981, il peint et partage sa vie entre Céret et Paris.
Pinchus Krémègne meurt le 5 avril 1981 à Céret. Il est inhumé à Paris au cimetière du Montparnasse dans la 26e division.

## Conservation

### Œuvres dans les collections publiques
- En France

- - Béziers, Musée des beaux-arts, Nu blond (l'épouse du peintre), huile sur toile[10].
  - Céret, musée d'art moderne, quatre dessins, dix huiles sur toile dont L'atelier et L'entrée des capucins, donation Pinchus Krémègne.
  - Cosne-Cours-sur-Loire, Musée de la Loire, Maquis, Vue de Céret, Paysage près de Céret, huiles sur toiles.
  - Granville, Musée d'art moderne Richard-Anacréon, Paysage, huile sur toile.
  - Grenoble, Musée de Grenoble, Panier de poissons, huile sur toile.
  - L'Isle-Adam, Musée d'art et d'histoire Louis-Senlecq, Village, estampe.
  - Paris, Musée d'art et d'histoire du judaïsme, Portrait de femme, huile sur toile, vers 1930[11].
  - Toulouse, Musée des Augustins, Paysage, vers 1944, La salle à manger, avant 1948, huiles sur toiles.
  - Troyes, Musée d'art moderne, Nature morte, huile sur toile, donation Pierre Lévy[12].

- Au Royaume-Uni
  - Cardiff, Musée national, Maisons en Corse, huile sur toile, donation Gwendoline et Margaret Davies[13].
- En Suisse
  - Genève, Petit Palais.
- Aux États-Unis
  - Los Angeles, Skirball Museum, Nature morte au poisson et aux fruits, huile sur toile, 1927.
  - Philadelphie, Philadelphia Museum of Art, Nature morte au plat, huile sur toile[14].
  - Saint-Louis (Missouri), Saint-Louis University Museum of Art (en).
- En Israël
  - Tel Aviv, musée d'art.
- En Russie
  - Moscou, Musée des beaux-arts Pouchkine.
- En Biélorussie
  - Minsk, collection Belgazprombank[15].
- En Lituanie
  - Vilnius, Musée Juif Gaon de Vilnius.
- En Australie
  - Melbourne, National Gallery of Victoria.

### Œuvres dans les collections privées
- Oscar Ghez[16].
- Jonas Netter[17]
- Léon Zamaron[2]

## Expositions

### Expositions personnelles
- 1919-1939 : galerie Povolzki, galerie La Licorne, Galerie Gerbo, Paris.
- 1927, 1929, juillet 1931 : Paris, Galerie Van Leer.
- 1946-1952 : Paris, galerie Creuze, galerie Art Vivant.
- 1952 : Israël.
- 1954 : Londres, Redfern Gallery, Pinchus Krémègne - 88 toiles[18].
- 1955 : Paris, galerie Mouradian-Valloton.
- 1958 : Philadelphie, Philadelphia Museum of Art, galerie Coleman.
- Décembre 1959 : Paris, galerie Durand Ruel,Pinchus Krémègne - Quarante ans de peinture.
- Avril 1960 : Lausanne, Galerie Paul Vallotton.
- juin-juillet 1960 : Londres, Adams Gallery.
- 1962 : Paris, Galerie Jacques Chalone.
- Juin-juillet 1964 : Londres, Adams Gallery, Paintings by Krémègne.
- 1967 : Paris, Galerie Durand Ruel, Pinchus Krémègne
- 1983 : Paris, galerie Colette Dubois[19].
- avril-juin 1990 : Céret, musée d'art moderne, Centenaire de la naissance de Pinchus Krémègne - Rétrospective-hommage.
- juin-septembre 1993 : Paris, Pavillon des arts.
- 1998 : Paris, galerie Aittouares, Pinchus Krémègne, de Montparnasse à Céret.
- Juin-novembre 1996 : Krémègne, 1890-1981, musée des beaux-arts de Chartres.
- Mai-octobre 2000 : Galerie Odile Oms, Céret[20].

### Expositions collectives
- Salon des indépendants, Paris, 1914.
- Salon d'automne, Paris, 1922[21]
- Salon des Tuileries, Paris, à partir de 1924[22].
- Krémègne, Soutine, Volovik, Galerie La Licorne, 1924.
- Michel Kikoine, Isaac Pailes, Pinchus Krémègne, Nechemia Glezer Gallery, New York, 1975.
- Le cercle de Montparnasse - Artistes juifs de Paris, musée juif de New York, 1985.
- Montparnasse, l'Europe des artistes, 1915-1945, Musée archéologique régional de la Vallée d'Aoste, Aoste, juillet-octobre 1999.
- L'École de Paris, 1904-1929 - La part de l'autre, Musée d'Art moderne de la ville de Paris, novembre 2000 - mars 2001.
- Exile from Montparnasse, Mémorial de Yad Vashem, Jérusalem, 2006.
- Chefs-d'œuvre de la collection Oscar Ghez, musée Fleury, Lodève, juin-octobre 2007[16].
- École de Paris, Musée des beaux-arts Pouchkine, Moscou, octobre 2011[23].
- La collection Jonas Netter - Modigliani, Soutine et l'aventure de Montparnasse, pinacothèque de Paris, avril-septembre 2012[24].
- Hello Paris ! Sur les pas des artistes lituaniens, Mykolas Zilinkas Art Gallery, Kaunas, janvier-avril 2014[25].
- La collection Belgazprombank - Artistes biélorusses de l'École de Paris, Vilnius, Vitebsk, Homiel, Minsk, Hrodna, 2015[15].

## Réception critique
- « Moins glorieuse que celle de Soutine, l'aventure de Krémègne a été moins tragique aussi. Homme sage et de caractère stable, quoique sombre, il goûta longuement des joies familiales. Un contrat avec Paul Guillaume, d'abord, puis avec Mouradian, lui assura une vie paisible. Comme Soutine qui n'exposa que deux fois de son vivant, en 1927 et en 1937, il déteste livrer ses œuvres à la foule. Les quelques amateurs qui le suivent lui suffisent... On avait trop pris l'habitude de dire : "Ah, oui ! Krémègne, le Soutine du pauvre..." et de passer outre. Le temps est proche où la peinture de cet homme solitaire sera considérée comme aussi importante que celle du compagnon aimé et détesté de sa jeunesse, et, peut-être même, par sa solidité et sa tenue, supérieure. » - Jean-Paul Crespelle[2]
- « Parmi les plus imaginatifs et les plus sensibles des étrangers de l'École de Paris... » - René Huyghe et Jean Rudel[26]
- « Krémègne a parfois prétendu que l'expressionnisme de Soutine, l'architecture torturée de ses paysages, seraient dus à un curieux malentendu au sujet des intentions de Cézanne. Il est évident que Cézanne a exercé sur Kikoïne, Soutine et Krémègne une très grande influence, mais que chacun de ces trois peintres a interprété et reformulé à sa manière le style et la doctrine du maître d'Aix-en-Provence... Chez Krémègne, le souci cézannien d'ordre et de mesure est tempéré par une sensibilité plus sensuelle et différenciée de coloriste, nous rappelant souvent les textures de Courbet, parfois aussi celles de Chardin et d'Oudry. » - Édouard Roditi[27]
- « Ce peintre solitaire se situe dans l'histoire comme un pionnier de l'École de Paris puisqu'il débarqua à Montparnnasse, à la fameuse Ruche, dès 1912 ; son nom est associé à ceux des monstres sacrés des Années folles. Dans son lyrisme, débordant, il réussit à marier un expressionnisme typiquement slave avec les violences du fauvisme qui l'ont marqué dans sa jeunesse. Les pâtes denses et triturées de ses paysages ne sont pas très éloignées de celles de son ami Soutine avec qui il suivit les cours des beaux-arts dans sa ville natale. » - Gérald Schurr[28]
- « Le temps est venu d'inscrire Krémègne dans l'histoire de l'art comme le représentant majeur d'une forme particulière de l'expressionnisme, d'une portée considérable et que l'on pourrait appeler l'expressionnisme sublimé. » - Gaston Diehl[29]
- « Son allure de poète, sa distinction, sa culture musicale et littéraire, sa gentillesse naturelle suscitent l'admiration de ses confrères et lui font gagner la confiance des milieux artistiques, faisant de lui l'un des chefs de file de l'École de Paris. Ses œuvres de jeunesse sont marquées par ses origines slaves. Ses compositions sont structurées et révèlent une touche puissante, forme de synthèse entre le fauvisme et le cubisme. » - Limore Yagil[6]

### Télévision
- Jean-Marie Drot, Les heures chaudes de Montparnasse, documentaire, RTF, 1960-1962, DVD Éditions Doriane Films ((présentation en ligne).